# Список вулканів Монголії
Список діючих і згаслих вулканів Монголії.
| Назва        | Висота | Висота | Місце розташування                                          | Останнє виверження |
| Назва        | метри  | фути   | Координати                                                  | Останнє виверження |
| Бус-Обо      | 1162   | 3812   | 47°07′ пн. ш. 109°05′ сх. д. / 47.12° пн. ш. 109.08° сх. д. | Голоцен            |
| Даріганга    | 1778   | 5833   | 45°20′ пн. ш. 114°00′ сх. д. / 45.33° пн. ш. 114.00° сх. д. | Голоцен            |
| Гануй-гол    | 1886   | 6188   | 48°40′ пн. ш. 102°45′ сх. д. / 48.67° пн. ш. 102.75° сх. д. | Голоцен            |
| Середня Гобі | 1120   | 3674   | 45°17′ пн. ш. 106°42′ сх. д. / 45.28° пн. ш. 106.70° сх. д. | Голоцен            |
| Горго        | 2400   | 7874   | 48°10′ пн. ш. 99°42′ сх. д. / 48.17° пн. ш. 99.70° сх. д.   | 2980 до н. е.      |

## Ресурси Інтернету
- Siebert L., Simkin T. (2002-). Volcanoes of the World: an Illustrated Catalog of Holocene Volcanoes and their Eruptions. Smithsonian Institution, Global Volcanism Program Digital Information Series, GVP-3, (http://www.volcano.si.edu/world/). (англ.)